# تصادم (مسلسل)
تصادم ((الكورية: 크래시)) هو مسلسل تلفزيوني كوري جنوبي، بطولة لي مين-كي، كواك سون-يونغ، هيو سيونغ-تاي، لي هو-تشول، مون هي. عرض على قناة ENA في 13 مايو الى 18 يونيو 2024 ، تم بثه كل يومي الاثنين والثلاثاء الساعة 22:00 (KST). وهو متاح أيضًا للبث على ديزني + في مناطق محددة. 
في 21 اغسطس 2024 ، تم تأكيد انتاج موسم ثاني من المسلسل، وسيتعاون المخرج بارك جون-وو والكاتبة اوه سو-جين مرة أخرى.

## ملخص
"تصادم" هي دراما تحقيقات في الجرائم، تدور أحداثها حول فريق التحقيق في الجرائم المرورية (TCI) الذي يتتبع الجرائم التي تحدث على الطريق.

## طاقم

### رئيسي
- لي مين-كي بدور تشا يون-هو: الرئيس الجديد لفريق TCI ، ويتمتع بخلفية فريدة لكونه خريج KAIST. إنه يفتخر بسيرة ذاتية مثيرة للإعجاب مع شهادات متعددة في التحقيق في الجرائم المرورية ويتمتع بعقل تحليلي قوي ومهارات تفكير تعتمد على السبب ونتائج، بل ولديه القدرة على محاكاة وقت وقوع الحادث ولكن يفتقر إلى المهارات الاجتماعية وعدم القدرة على القيادة.[4]
- كواك سون-يونغ بدور مين سو-هي: رئيسة الفريق، البارعة التي يمكنها حل القضايا التي تتولاها حتى لو تطلب الأمر من العالم حلها بإصرارها ومثابرتها. هي محققة في الجرائم المرورية، تتمتع بالسرعة الفطرية، وتمارس الفنون القتالية، والقدرة على قيادة السيارة كاللعبة.[4]
- هيو سونغ-تاي بدور جيونغ تشاي-مان: قائد فريق. محقق مخضرم بجرائم القتل المرورية.[4]
- لي هو-تشول بدور وو دونغ-جي: متخصص سيارات أصبح ضابط شرطة بعد أن لاحظه تشاي-مين أثناء عمله رئيسًا لمقهى سيارات افتراضي. إنه خبير يمكنه تحليل نوع السيارة ومكان ضبطها بمجرد النظر إلى الصورة الظلية للسيارة على كاميرات المراقبة والاستماع إلى صوت المحرك.[4]
- مون-هي في دور ايو هيون-جيونغ: أصغر عضوة في الفريق.  لديها قدر هائل من مهارات فنون الدفاع عن النفس، بعد أن تدربت في التايكوندو والجودو والملاكمة.[4]

### ظهور خاص
- لي نا-اون - ضحية.[5]

## المشاهدات
| الموسم | الموسم | رقم الحلقة | رقم الحلقة | رقم الحلقة | رقم الحلقة | رقم الحلقة | رقم الحلقة | رقم الحلقة | رقم الحلقة | رقم الحلقة | رقم الحلقة | رقم الحلقة | رقم الحلقة | المتوسط |
| الموسم | الموسم | 1          | 2          | 3          | 4          | 5          | 6          | 7          | 8          | 9          | 10         | 11         | 12         | المتوسط |
| ------ | ------ | ---------- | ---------- | ---------- | ---------- | ---------- | ---------- | ---------- | ---------- | ---------- | ---------- | ---------- | ---------- | ------- |
|        | 1      | 453        | 730        | 862        | 972        | 911        | 1129       | 1162       | 1265       | 1166       | 1375       | 1218       | 1472       | 1060    |

| الحلقات | تاريخ البث    | تقييمات (نيلسن كوريا) | تقييمات (نيلسن كوريا) |
| الحلقات | تاريخ البث    | على الصعيد الوطني     | سيئول                 |
| ------- | ------------- | --------------------- | --------------------- |
| 1       | 13 مايو 2024  | 2.232%                | 2.640%                |
| 2       | 14 مايو 2024  | 3.039%                | 3.016%                |
| 3       | 20 مايو 2024  | 3.801%                | 4.087%                |
| 4       | 21 مايو 2024  | 4.084%                | 4.197%                |
| 5       | 27 مايو 2024  | 4.116%                | 4.340%                |
| 6       | 28 مايو 2024  | 5.035%                | 5.269%                |
| 7       | 3 يونيو 2024  | 5.076%                | 5.382%                |
| 8       | 4 يونيو 2024  | 5.870%                | 6.167%                |
| 9       | 10 يونيو 2024 | 5.427%                | 5.685%                |
| 10      | 11 يونيو 2024 | 6.300%                | 6.572%                |
| 11      | 17 يونيو 2024 | 5.454%                | 5.518%                |
| 12      | 18 يونيو 2024 | 6.619%                | 6.943%                |
| متوسط   | متوسط         | 4.754%                | 4.985%                |

## روابط خارجية
- الموقع الرسمي
 (بالكورية)
- تصادم على موقع IMDb (الإنجليزية)
- تصادم على موقع قاعدة بيانات الفيلم (الإنجليزية)
- تصادم على هانسينما